# Giuseppina Grassini
Josephina of Giuseppina Grassini (Varese, 8 april 1773 - Milaan, 3 januari 1850) was een Italiaanse operazangers die met name bekend is om haar affaires met zowel Napoleon Bonaparte als met de hertog van Wellington. Ze was een contra-alt.

## Biografie

### Scholing en carrière
Giuseppina Grassini kreeg haar muzikale scholing van haar moeder die een amateur violist was en later van de organist Giovanni Domenico Zucchinetti en Domenico Secchi. Ze maakte in 1789 haar debuut op het podium waar ze zong in La pastora nobile van Pietro Alessandro Guglielmi. Het jaar daarop deed ze ook enkele stukken van Guglielmi in het Teatro alla Scala in Milaan. Haar optredens in de komedies waren geen groot succes waarop Grassini weer verder ging met haar zanglessen. In 1792 keerde ze terug op het podium en trad ze onder meer op in Venetië en Vicenza. Zo had ze rollen in de premières van Demofoonte van Marcos Portugal en Orfeo ed Euridice van Ferdinando Bertoni.
Ze bereikte het hoogtepunt van haar carrière in 1796. Dat jaar trad ze onder meer samen op met de castraat Girolamo Crescentini en diens advies met betrekking tot zingen zou ze tot aan haar dood volgen.

### Relatie met Napoleon
Bij de eerste ontmoeting tussen de Franse generaal Napoleon Bonaparte en Grassini in 1796 had de Fransman nog weinig aandacht aan haar geschonken. In 1797 trad ze voor hem in het Palazzo Mombello, vlak buiten Milaan. Drie jaar later keerde hij weer terug in Milaan en na een operavoorstelling in La Scala bracht hij voor het eerst de nacht met haar door. Vervolgens nodigde hij haar uit om naar Parijs te komen. Hij betaalde haar een flink bedrag en gaf haar een appartement in Parijs waar ze hun affaire voortzetten. Desondanks verveelde Grassini zich en kreeg ze ook verhouding met een violist, Pierre Rode, en met hem zou ze toeren in Nederland en Duitsland.
Tussen 1803 en 1805 verbleef ze in Londen waar ze optrad in het King's Theatre. Ze maakte aldaar haar debuut in Andreozzi's La vergine del sole en speelde ze in enkele opera's van Peter von Winter. In 1806 keerde ze terug naar Parijs waar Napoleon haar uitstapje vergaf en Grassini benoemde tot zijn "virtuosa van de eerste kamer". Grassini trad de komende jaren nog op in enkele opera's in het Theatre Italien en ook een enkele maal in het Tuilerieënpaleis.

### Relatie met Wellington
Tijdens de ballingschap van Napoleon op Elba verbleef Grassini in Rome en na zijn terugkeer keerde ook zij terug naar Parijs. Na de restauratie van de Bourbons bleef ze in de Franse hoofdstad waar ze vervolgens een affaire kreeg met Arthur Wellesley, de hertog van Wellington. Vanwege haar grote populariteit werd Grassini door Lodewijk XVIII van Frankrijk gedwongen om uit Frankrijk te vertrekken waarop ze naar Londen vertrok.

### Latere leven
In 1815 keerde ze terug naar Italië en trad Grassini onder meer op in Padua en Florence om in 1823 met pensioen te gaan als zangeres. Ze begon vervolgens met het geven van zanglessen en tot haar leerlingen behoorde haar nichtje Giulia Grisi en Giuditta Pasta.